# 歐洲鰻鱺
歐洲鰻鱺（學名：Anguilla anguilla）為鰻鱺屬的一種降河迴游產卵魚類，可以長達140公分，但普遍為60至80公分，極少長於1公尺。

## 分布
本魚原產於大西洋，包括地中海、波羅的海、北非摩洛哥、斯堪地那維亞半島等海域。

## 深度
水深0至700公尺。

## 特徵
本魚體圓細長，下頷比上頷長；鱗片隱藏魚皮膚之下；鰓孔在圓形的胸鰭前；幼魚背部體色為橄欖色或灰褐色，腹部為銀色或銀黃色；成魚的背部黑灰綠色，腹部為銀色；延長的背鰭與臀鰭、尾鰭匯和鰭，形成一個獨特的鰭從肛門到背部中央最少有500個軟鰭條。背鰭起點在胸鰭後方遠處；臀鰭起源些微地在肛門後面體長可達140公分。

## 生態

鰻魚生命周期

幼、成鰻棲息河川、河口、潟湖，喜鑽洞潛居，以蝦、蟹、貝、海蟲維生的肉食者。每年秋季成熟的鰻魚，其眼徑變大，內臟萎縮，生殖腺肥大，體色由黃褐變銀灰色，將開始作長途的產卵洄游作準備，經常選擇一個沒有月亮的夜晚，由河川降海在到大西洋的馬尾藻海產卵，其受精卵會在春季和夏初被發現，幼體時期（柳葉鰻 Leptocephalus）則利用三年時間向歐洲遷移。有如玻璃鰻（glass eels），歐洲鰻鱺可以到達歐洲沿岸及進入河口。進入淡水前歐洲鰻鱺變成鰻線（elvers）。她們把大半生花在淡水中。雖然近期與歐洲鰻鱺有關的日本鰻鱺（Japanese eel,Anguilla japonica）研究顯示部分物種族群從未遷移至淡水中生活，而生活在海洋或入海的棲息處。歐洲鰻鱺進入淡水後色素產生變化，其腹部會變成黃色。有假設認為黃色有助成為保護色，可以令獵食者較難注意。其黏滑外層認為可以抵抗鹽度改變。

## 保育狀況
自從1970年代開始，到達歐洲的歐洲鰻鱺數目下降了約90%（可能甚至為98%）。現在並不清楚此現象為正常的長期周期或是反映鰻魚數量的普遍下降。潛在可能原因包括過度捕魚、寄生蟲如粗厚鰾線蟲（Anguillicola crassus）、河流障礙物如水力發電廠，與及北大西洋振盪（North Atlantic oscillation）、墨西哥灣暖流、北大西洋漂流的天然轉變。近期研究顯示多氯聯苯（PCB）污染可能是數目下降的主要原因。
其被列為《瀕危野生動植物種國際貿易公約》附錄二的物種，被限制出口及貿易。
歐洲鰻鱺在IUCN紅色名錄內列為極危物種。

## 經濟
幼體或成年歐洲鰻鱺為重要的人類食物來源，如倫敦東區著名的鱔魚凍。利用籃的陷阱捕捉幼體鰻魚在歐洲西面的海岸線有顯著的經濟價值。

### 國際執法行動
香港漁農自然護理署（漁護署）於香港時間2024年3月14日（星期四）在香港國際機場檢取53公斤鰻魚苗，當中包括受管制的品種。香港海關當日截查一批從毛里塔尼亞經土耳其到港，報稱為毛重353公斤非洲鰻鱺。經漁護署檢驗後，發現貨物為鰻魚魚苗，當中混雜了受管制之歐洲鰻鱺魚苗。漁護署隨即根據《保護瀕危動植物物種條例》（第586章）檢取了共53公斤鰻魚苗作跟進調查。

## 外部連結
- More info at fishbase （页面存档备份，存于）
- Froese, R. & Pauly, D. (eds.) (2005). Anguilla anguilla. FishBase. Version 2005-10.